# Yvette Estermann
Pour les articles homonymes, voir Estermann.
Yvette Estermann, née Iveta Gavlasova le 26 février 1967 à Kráľová pri Senci en Tchécoslovaquie (originaire de Rickenbach (LU), binationale suisso-slovaque), est une personnalité politique suisse, membre de l'Union démocratique du centre.
Elle est députée du canton de Lucerne au Conseil national de 2007 à 2023.

## Biographie
Yvette Estermann naît Iveta Gavlasova le 26 février 1967 à Kráľová pri Senci, près de Bratislava dans l'actuelle Slovaquie. Originaire de Rickenbach, dans le canton de Lucerne, depuis sa naturalisation en 1999, elle possède également la nationalité slovaque. Elle a un frère.
Elle suit des études de médecine à l'Université Comenius de Bratislava à partir de 1985 et participe en novembre 1989 à la manifestation des étudiants contre le régime communiste.
Elle ouvre un cabinet d'homéopathie et de médecine naturelle à Lucerne peu après avoir emménagé en Suisse et épousé en 1994 son mari, Richard Estermann, rencontré à Vienne en 1993.
Elle est mère d'un enfant et habite à Kriens, au Sonnenberg (de).

## Parcours politique
Elle adhère en 2000 à la section de Kriens de l'UDC, cherchant avant tout un parti opposé au communisme.
Elle est élue en 2015 au Conseil cantonal de Lucerne, où elle siège de mai 2005 à novembre 2007.
Elle est élue au Conseil national en 2007 et réélue à trois reprises (2011, 2015 et 2019). Lors de prestation de serment en 2007, elle porte le costume traditionnel lucernois. Elle est membre de la Commission de politique extérieure (CPE), de la Commission de la sécurité sociale et de la santé publique (CSSS) de 2009 à 2011 et de la Commission de gestion (CdG) à partir de la fin 2011.
Elle siège par ailleurs au législatif communal de Kriens de 2016 à 2019 et le préside en 2018-2019.
Elle annonce en février 2022 qu'elle ne se présentera pas pour un cinquième mandat aux élections fédérales d'octobre 2023.

### Positionnement politique
Admiratrice de Christoph Blocher, elle se dit opposée à l'idée que la Suisse devienne un « État satellite » de l'Union européenne comme la Tchécoslovaquie par rapport à l'URSS. Elle déclare en 2014 qu'aucun autre parti ne défend avec autant de détermination l'indépendance, la liberté, la démocratie directe, les droits populaires et l'autodétermination,. Elle se dit conservatrice sur les questions de société, mais s'éloigne de la ligne de son parti sur la question de la naturalisation facilitée. Membre de l'Action pour une Suisse indépendante et neutre, elle défend une ligne dure en matière d'immigration.
Elle est connue pour son patriotisme et sa défense des traditions, ayant notamment demandé que le Parlement chante l'hymne national suisse au début de chaque session,, et que le Palais fédéral soit doté en permanence du drapeau suisse,,. Elle s'est aussi illustrée dans la lutte contre la prescription de Ritaline aux enfants.

## Publication
- Erfrischend anders. Mein Leben – Fragen und Ansichten. Orell Füssli, Zurich, 2014,  (ISBN 978-3-280-05530-4).